# 마테우스 프랑카
마테우스 프란사 지올리베이라 (Matheus França de Oliveira, 2004년 4월 1일 ~ )는 브라질의 축구 선수이며, 프리미어리그의 크리스털 팰리스에서 미드필더로 뛰고 있다.